# Obren Joksimović
Obren Joksimović (en serbe cyrillique : Обрен Јоксимовић ; né le 15 mai 1952 à Očevlje et mort le 13 mars 2021) est un homme politique serbe. Il dirige l'Union démocratique de Serbie, qui, issue du Parti démocratique de Serbie, a fusionné avec le Parti radical serbe.

## Parcours
Obren Joksimović conduit l'Union démocratique de Serbie aux élections législatives serbes de 2007. Sa formation obtient 5 438 voix, soit 0,13 % des suffrages, score qui ne lui permet pas de remporter de siège au Parlement de Serbie. Pour les élections législatives de 2008, il décide de rejoindre le Parti radical serbe de Tomislav Nikolić.